# Церковь Святой Фёклы

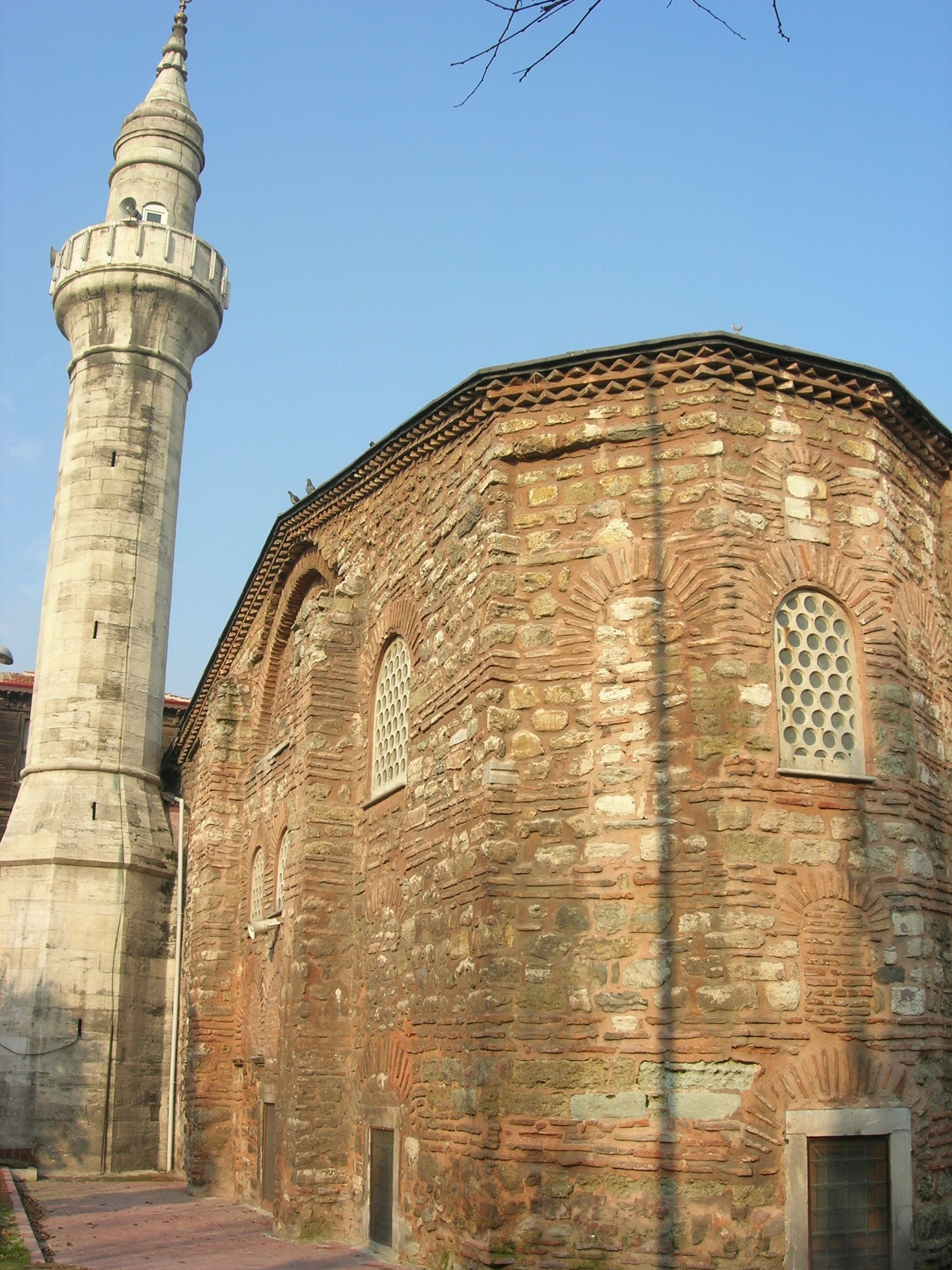
2007 год

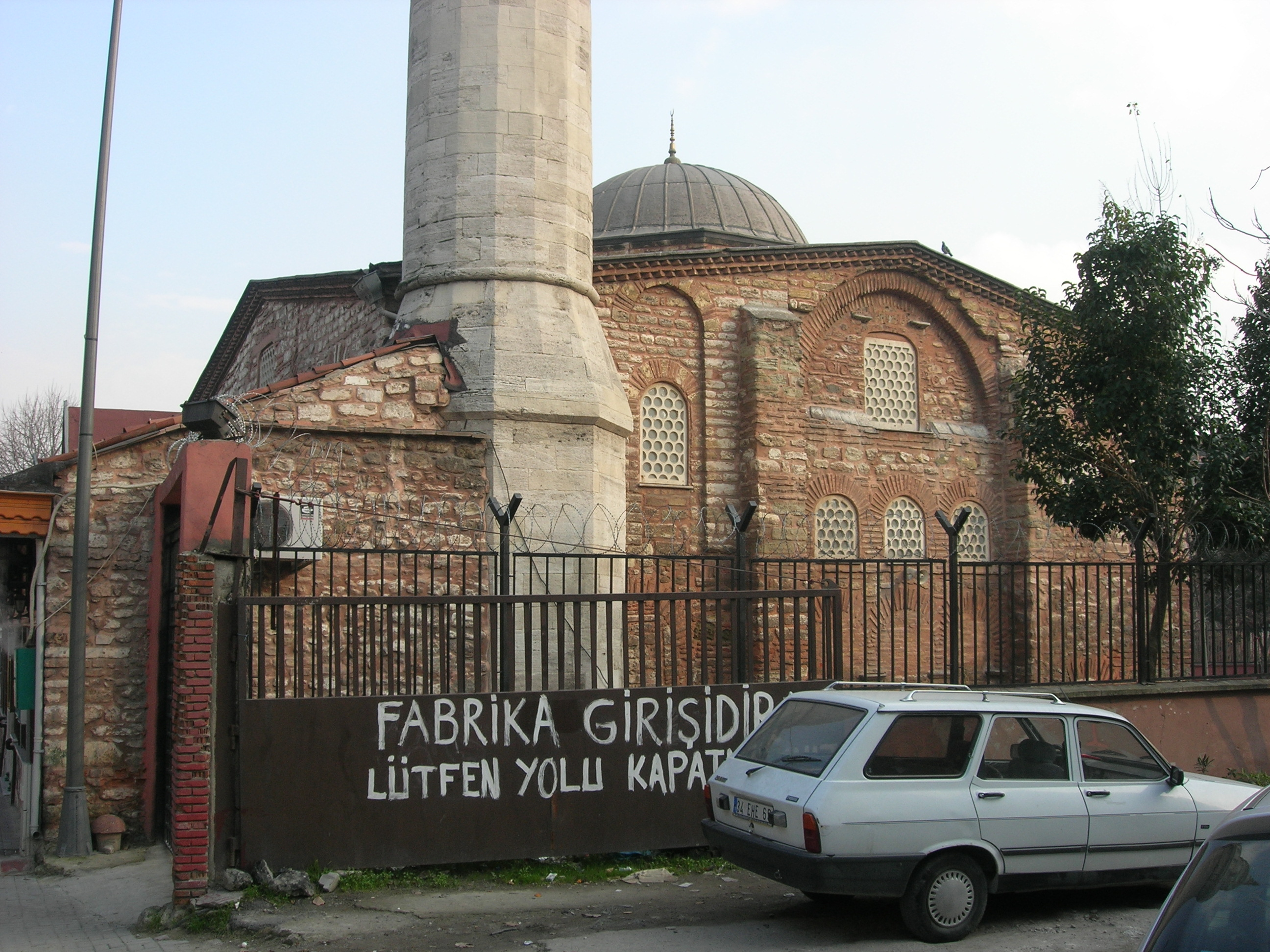
Вид с юго-запада.

Мечеть Мустафы-паши или Церковь Святой Фёклы (в старых источниках — церковь свв. Петра и Марка) — малоизученная церковь раннекомнинского периода (конец XI — начало XII века), расположенная во Влахернах (ныне район Фатих) неподалёку от залива Золотой Рог и древних стен Константинополя.

## История
По свидетельству Анны Комнины, это была любимая святыня её матери, Анны Далассины, а основала её в память о своей небесной покровительнице царевна Фёкла, дочь Феофила. После того, как во время землетрясения 1509 г. в храме обрушился купол, визирь Мустафа-паша разобрал нартекс, дал зданию новое купольное завершение, а четверик переоборудовал в мечеть, которая с тех пор носит его имя.
В 1692 г. перед мечетью появился фонтан. Здание мечети пострадало во время городского пожара 1729 г. и землетрясения 1894 г., которое разрушило минарет. Во время последних по времени реставрационных работ (1922 г.) турецкие исследователи обнаружили серебряную купель византийского храма, которая ныне выставлена в городском археологическом музее.

## Святой источник и целебная глина
По преданию монастырь был построен на месте, где было обнаружено целебный источник. В старину монастырь отстраивали вокруг раннехристианской пещерной церкви, остатки которой можно увидеть и сегодня. Она расположена на месте одного из чудотворных источников. Таким образом, место, откуда истекает вода, находится точно под алтарем храма.Водоносный пласт смешался с включениями глины и образовал вязкую субстанцию, которая имеет целебные свойства воды. Эта лечебная глина (или грязь) издавна используется для лечения кожных заболеваний. Доступ к скважине организован снаружи храма. Уровень глины по временам поднимается и опускается, но она всегда находится в пределах досягаемости.